# Di Renjie
Dans ce nom chinois, le nom de famille, Di, précède le nom personnel.
 (décembre 2016).
Di Renjie (chinois simplifié : 狄仁杰 ; chinois traditionnel : 狄仁傑 ; pinyin : Dí Rénjié ; Wade : Ti² Jen²chieh² ; EFEO : Ti Jentsié ; cantonais Yale : Dik⁶ Yan⁴git⁶), né vers 630 et mort le 15 août 700), encore connu sous le nom de courtoisie Huaiying (chinois : 懷英), officiellement Duc Wenhui de Liang (chinois : 梁文惠公), est un homme politique de la dynastie chinoise Tang et de la dynastie Zhou de l'impératrice Wu Zetian sous le règne de laquelle il servit à deux reprises comme chancelier. Il fut l'une des personnalités officielles les plus en vue du règne de Wu Zetian et passe pour avoir tempéré son régime de terreur par son efficacité et son honnêteté.

## Biographie
Di Renjie est né vers 630 pendant le règne de l'empereur Tang Taizong. Sa famille, originaire de la préfecture de Bing (chinois : 并州), actuelle région de Taiyuan dans le Shanxi, avait déjà fourni nombre d'officiels à l'empire. Son grand-père Di Xiaoxu (chinois : 狄孝緒), avait servi en tant que secrétaire général (chinois : 尚書左丞 ; pinyin : Shàngshū zuǒ chéng) du bureau exécutif du gouvernement (chinois : 尚書省 ; pinyin : Shàngshū shěng), et son père Di Zhixun (chinois : 狄知遜) fut préfet de la préfecture de Kui (chinois : 夔州), actuelle partie orientale de Chongqing, dans le Sichuan.
On le connaît principalement pour son activité de juge, mais on en sait peu de choses, si ce n'est qu'il était extrêmement productif dans ses jugements, et que les gens se plaignaient tout aussi rarement. Par contre, la fin de sa carrière à la Capitale a été rapportée. On sait qu'il fut nommé à un poste équivalent à notre Premier Ministre, qu'il assuma sa fonction avec courage et loyauté, n'hésitant pas à s'opposer à l'impératrice Wu Zetian lorsqu'il pensait que cela était juste. Vieillard, l'Impératrice régnante le respectait beaucoup et prenait soin de lui autant que sa position le lui pouvait permettre, insistant par exemple pour qu'il ne s'incline pas devant elle. Bien qu'il offrit souvent de prendre sa retraite, elle insistait pour bénéficier de ses loyaux services.
Il eut deux fils, Di Guangze et Di Jinghui, qui firent une carrière officielle sans distinction particulière. Par contre, son petit-fils, Di Renmo hérita des grandes capacités de son grand-père, et mourut gouverneur de la capitale impériale.
Di Renjie meurt de maladie le 15 août 700, vraisemblablement à Chang'an. Wu Zetian pleura amèrement sa perte et déclara : « Le Palais du Sud (l'administration) est maintenant vide. »
Comme il avait recommandé de nombreux officiels talentueux et honorables, qui furent par la suite des acteurs du rétablissement de la dynastie Tang, on lui en attribua le mérite à titre posthume. Ce fut le couronnement de sa carrière, qui lui valut l'anoblissement, sous le titre de Duc Wenhui de Liang. Il est à noter que « Duc impérial » (国公 / 國公, guógōng) est l'un des plus hauts titres de noblesse chinois, qui n'est habituellement accessible qu'à des parents de la Famille Impériale, ce que Di Renjie n'était pas ; ceci s'explique non seulement par le mérite personnel de Di, mais également par la politique méritocratique de Wu Zetian au sein de son administration.

## Postérité
Réputé pour ses capacités d'enquêteur, il fut le héros de romans policiers chinois.
En 1945 le diplomate et orientaliste Robert van Gulik traduisit un roman du XVIIIe siècle le mettant en scène, le Di Gong An (狄公案, Dígōng'àn). Cela lui donna l'idée d'écrire lui-même des aventures du juge Ti. Après la mort de van Gulik, Frédéric Lenormand et d'autres auteurs continuèrent ses aventures.
Di Renjie a aussi inspiré le détective Dee.